# 宇崎純一
宇崎 純一（うざき すみかず、1889年 ‐ 1954年）は日本の挿絵画家。

## 来歴
大正・昭和期に大阪の千日前において書店を経営する傍ら、漫画や挿絵、図案などを制作している。宇崎は「大阪の夢二」といわれており、木版の絵葉書、封筒を残している。